# Round Rock (Arizona)
Round Rock (navaho Tsé Nikání) és una concentració de població designada pel cens dels Estats Units a l'estat d'Arizona. Segons el cens del 2000 tenia 601 habitants.

## Demografia
Segons el cens del 2000, Round Rock tenia 601 habitants, 144 habitatges, i 127 famílies La densitat de població era de 16,5 habitants/km².
Dels 144 habitatges en un 56,9% hi vivien nens de menys de 18 anys, en un 54,9% hi vivien parelles casades, en un 29,2% dones solteres, i en un 11,8% no eren unitats familiars. En el 10,4% dels habitatges hi vivien persones soles el 4,9% de les quals corresponia a persones de 65 anys o més que vivien soles. El nombre mitjà de persones vivint en cada habitatge era de 4,17 i el nombre mitjà de persones que vivien en cada família era de 4,57.
Per edats la població es repartia de la següent manera: un 44,3% tenia menys de 18 anys, un 12,1% entre 18 i 24, un 23% entre 25 i 44, un 13,6% de 45 a 60 i un 7% 65 anys o més.
L'edat mediana era de 21 anys. Per cada 100 dones de 18 o més anys hi havia 81,1 homes.
La renda mediana per habitatge era de 16.328 $ i la renda mediana per família de 20.833 $. Els homes tenien una renda mediana de 31.250 $ mentre que les dones 21.250 $. La renda per capita de la població era de 4.688 $. Aproximadament el 51,9% de les famílies i el 57,1% de la població estaven per davall del llindar de pobresa.
Segons el cens dels Estats Units del 2010 el 99,67% són nadius americans i el 0,17% blancs.

## Poblacions més properes
El següent diagrama mostra les poblacions més properes.